# Потпланинско
Потпланинско (до 2011. Потпланинско Село) је насељено мјесто у општини Бариловић, на Кордуну, у Карловачкој жупанији, Република Хрватска.

## Историја
Потпланинско се од распада Југославије до августа 1995. године налазило у Републици Српској Крајини. До територијалне реорганизације у Хрватској насеље се налазило у саставу бивше општине Дуга Реса.

## Становништво
Према попису становништва из 2011. године, насеље Потпланинско је имало 7 становника.
| Националност       | 1991. | 1981. | 1971. | 1961. |
| Срби               | 45    | 41    | 74    | 93    |
| Југословени        |       | 8     |       |       |
| Хрвати             |       | 8     |       |       |
| остали и непознато | 1     |       |       |       |
| Укупно             | 46    | 57    | 74    | 93    |

| Демографија | Демографија | Демографија |
| Година      | Становника  | Становника  |
| ----------- | ----------- | ----------- |
| 1961.       | 93          |             |
| 1971.       | 74          |             |
| 1981.       | 57          |             |
| 1991.       | 46          |             |
| 2001.       | 8           |             |
| 2011.       |             | 7           |